# Byblis serrata
Byblis serrata is een vlokreeftensoort uit de familie van de Ampeliscidae. De wetenschappelijke naam van de soort is voor het eerst geldig gepubliceerd in 1873 door S.I. Smith.